# Ґрем Браун
Ґрем Браун (англ. Graeme Brown, 9 квітня 1979) — австралійський велогонщик.
Олімпійський чемпіон 2004 (командна гонка переслідування на 4000 м), 2004 (медісон) років, учасник 2000, 2008 років.
Переможець Ігор Співдружності 2002 (командна гонка переслідування на 4000 м), 2002 (скретч) років.